# Servicio de Informaciones Policía de Santa Fe

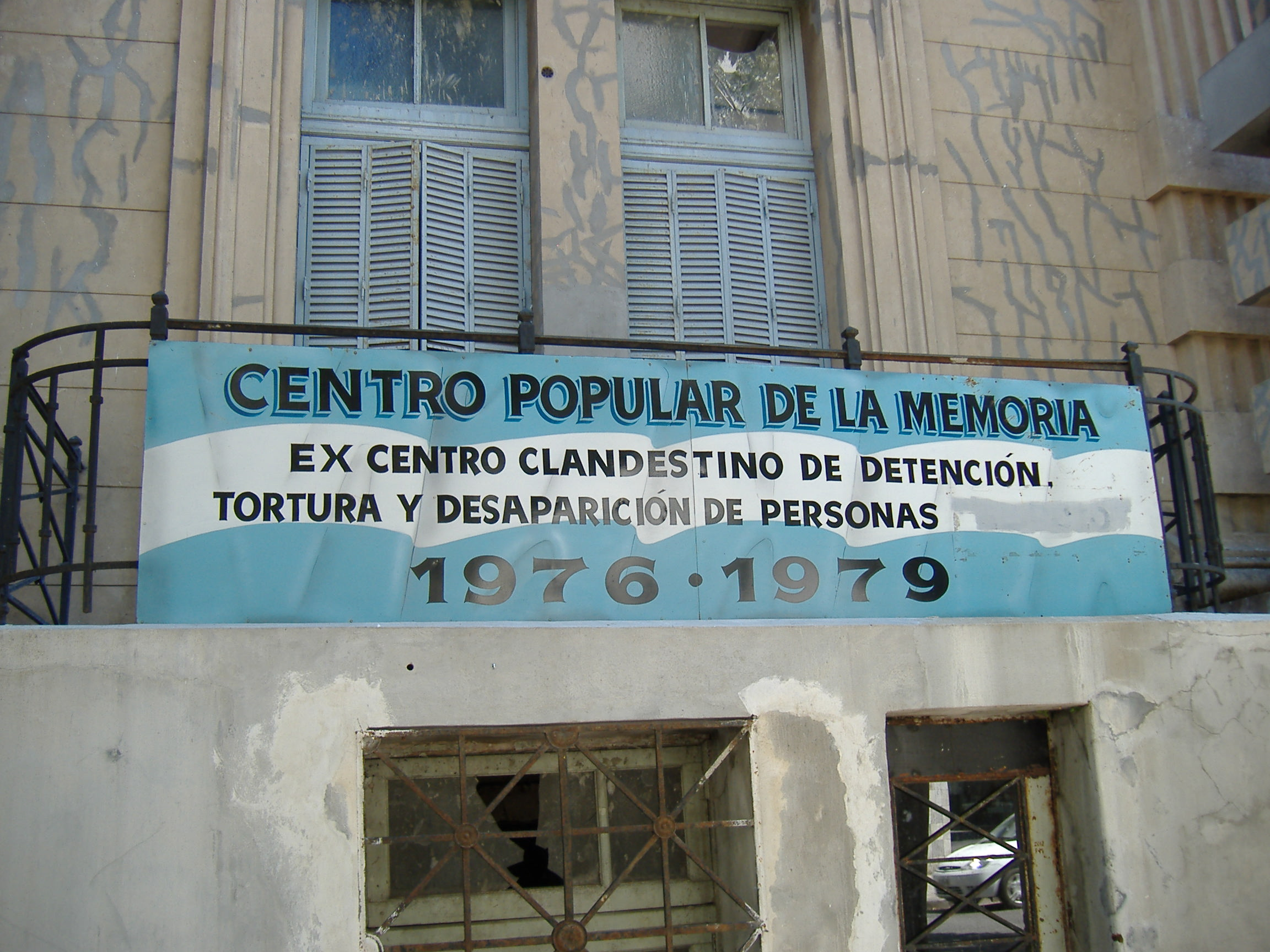
Letrero existente sobre la fachada de lo que fue el Servicio de Informaciones Policía de Santa Fe

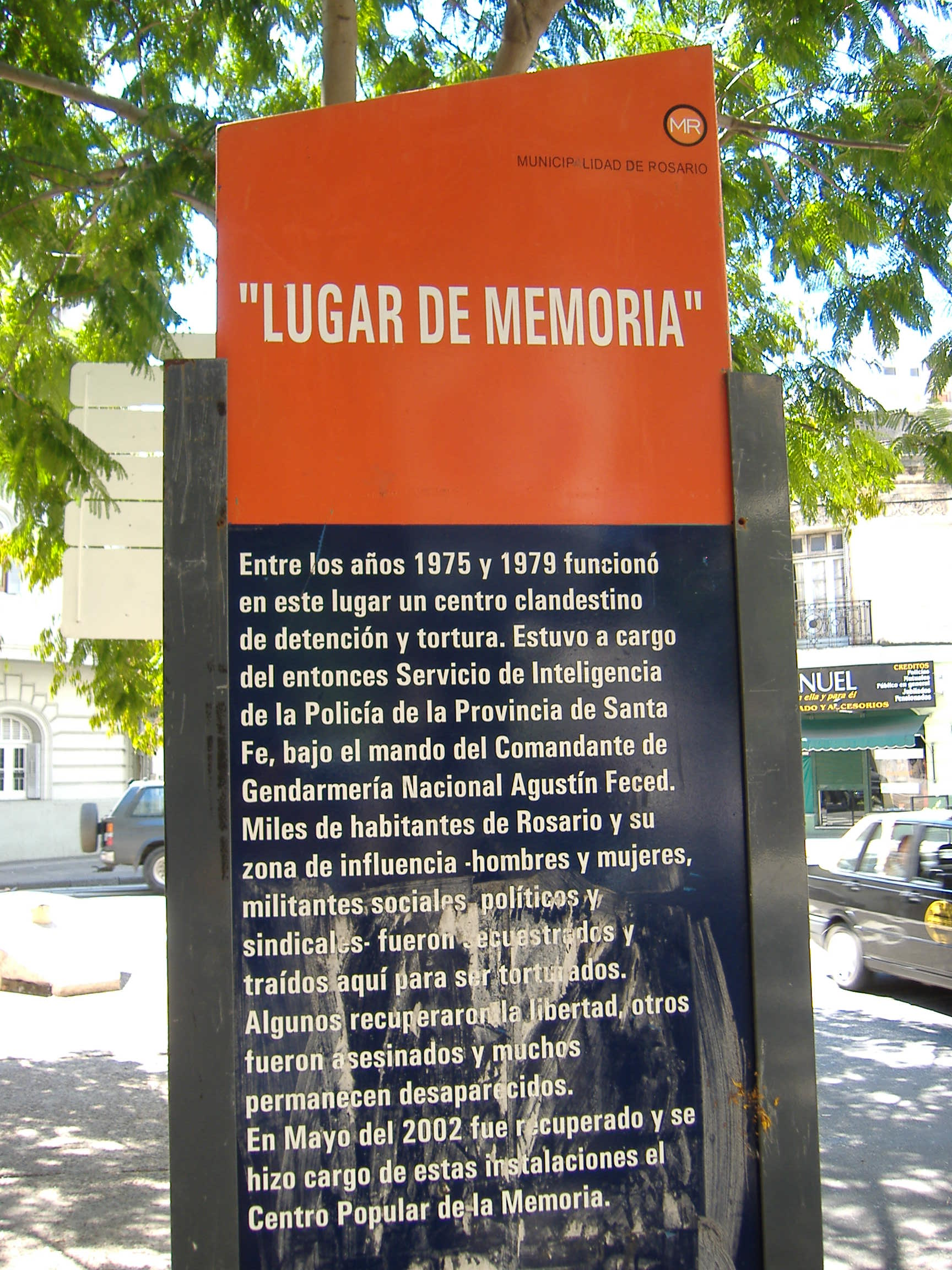
Cartel sobre calle Dorrego

El Servicio de Informaciones (SI) Policía de Santa Fe, o El Pozo en la ciudad de Rosario, son los nombres con los que se conoce al principal centro clandestino de detención (CCD) y de exterminio de la región, por donde pasaron alrededor de 2000 personas durante los años 1976 y 1979, durante la última dictadura cívico militar de Argentina,   donde funcionó el Centro Popular de la Memoria, a cargo de familiares de desaparecidos desde el 2002 hasta el 2012. Desde esa fecha a la actualidad, a cargo de la Secretaría de DDHH de la provincia de Santa Fe

## “El Pozo” de Rosario
En el marco del terrorismo de Estado, confluían en este CCD los secuestrados en las localidades próximas a Rosario centralizando el accionar represivo. El centro estaba dirigido por el jefe de policía, Comandante de Gendarmería Agustín Feced, quien participaba personalmente tanto en los secuestros como en la tortura.

## Breve reseña
Funcionó en las dependencias del gran edificio que servía de cuartel general de la policía provincial en la zona y que ahora es la sede de la delegación sur del gobierno de Santa Fe,  en pleno centro de Rosario, entre las calles Moreno, San Lorenzo, Dorrego y Santa Fe.  “El Pozo” estaba bajo la órbita de la policía provincial, aunque su control dependía del Comando del II Cuerpo de Ejército.

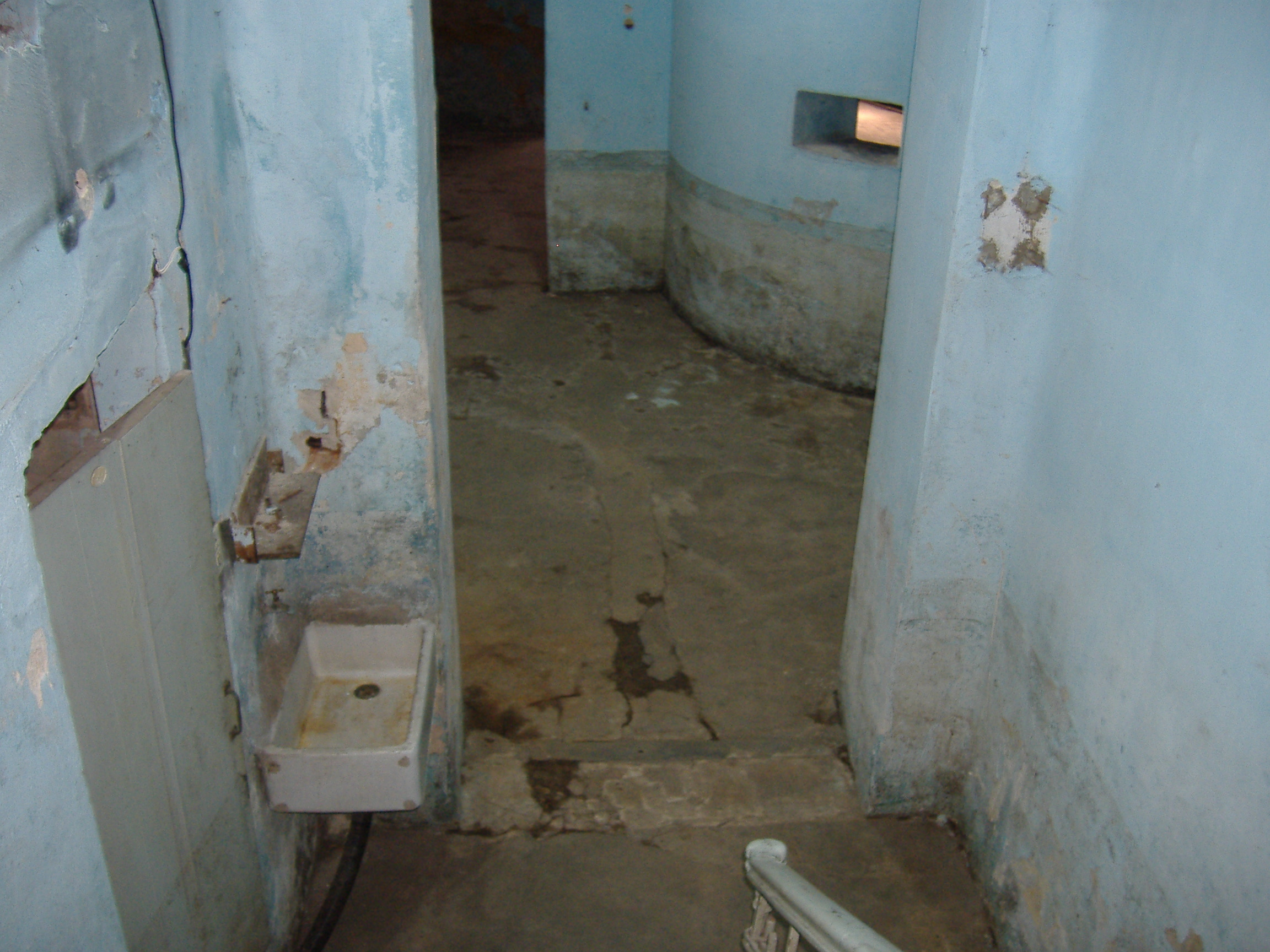
El Pozo de Rosario

El Pozo puede considerarse el centro neurálgico del sistema represivo en Rosario, al ser el sitio por donde más gente pasó, y por su ubicación geográfica; siendo equiparable a la ESMA, en Capital Federal, o la Perla, en Córdoba.
Horacio Dalmonago recuerda que una vez recuperada la posibilidad de acceder a ese CCD, en 2003, sintió que a medida que bajaba volvía a tener 18 años y se recordaba encapuchado, arrastrado de los pelos por esas mismas escaleras.

Luis Megía, uno de los tantos ex detenidos políticos que pasó por el CCD describió así su experiencia: 
“Todos los que pasamos por ahí y vivíamos en El Pozo, veíamos pasar la gente por la calle, era estar vivo pero fuera de la realidad. Nosotros veíamos que la gente seguía con lo suyo, pasaba por ahí sin saber que nosotros estábamos ahí abajo, que habíamos sido torturados, golpeados. Estábamos muy cerca, pero en otro mundo. Y esto es muy diferente a lo que vivimos muchos después en el penal de Coronda. Porque en la cárcel, el que está afuera sabe qué es lo que pasa adentro, qué hay adentro de ese edificio. En el caso de lugares como El Pozo, la gente ignoraba lo que pasaba en ese sótano en pleno centro de Rosario”.

### Testimonios
Ana Ferrari relató que durante su cautiverio, antes de ir al sótano, compartió un tiempo con Ana Lía Murgiondo (o la Petisa Carmen, quien rogó a los compañeros presentes que cuidaran a su hija), María Cristina Márquez y Cristina Costanzo. Por allí bajaron a Eduardo Felipe Laus y José Antonio Oyarzabal, y también escuchó que decían "traigan al turco" por Sergio Jalil. Esa misma noche los asesinaron en la localidad cordobesa de Los Surgentes.
Olga Cabrera,  abogada distinguida de la ciudad de Rosario, víctima de la última dictadura cívico militar de Argentina, activista por los derechos humanos es una de las personas que más trabajó, desde el campo jurídico, por la reconstrucción de lo que ocurrió en el CCD de "El Pozo". La causa “Díaz Bessone” tiene como imputados a un militar y cinco civiles, quienes están acusados de llevar adelante la represión en "El Pozo". Los imputados en la causa son, además de Ramón Díaz Bessone que murió el 3 de junio de 2017, los expolicías Rubén Lofiego (fallecido el 7 de julio de 2021), Mario Marcote, Ramón Vergara, José Scortechini y Ricardo Chomicky, todos bajo las órdenes del fallecido exjefe de la Policía de Rosario Agustín Feced.

## Recuperación y Señalización
En 2015 fueron inauguradas las obras de reparación del sitio como espacio de memoria, con una marca en San Lorenzo y Dorrego que recordará para siempre lo que pasó allí entre 1976 y 1980. Las obras poseen un gran valor simbólico y testimonial ya que recuperan la estructura original del edificio, tal como era durante los años en que funcionó como CCD, antes de las alteraciones realizadas para evitar que las personas que estuvieron allí secuestradas lo reconocieran en el futuro.
En 2017 este CCD fue señalizado en Dorrego y San Lorenzo. En el acto, Elida Luna, militante de Familiares de Detenidos y Desaparecidos por Razones Políticas,  recordó a su compañero, Daniel Gorosito, secuestrado antes del golpe y asesinado allí a golpes a los 23 años; el primer escrache histórico que realizaron en esa esquina en 1981, y cuando en 2002 salió finalmente el decreto provincial para recuperar el espacio, el primero en el país.